# آنا رودریگز
آنا رودریگز (به انگلیسی: Ana Rodrigues) (زادهٔ ۲۱ آوریل ۱۹۹۴) شناگر اهل پرتغال است.